# Galaxias fasciatus
Galaxias fasciatus är en fiskart som beskrevs av Gray 1842. Galaxias fasciatus ingår i släktet Galaxias och familjen Galaxiidae. Inga underarter finns listade i Catalogue of Life.